# Stigmatochroma
Stigmatochroma is een geslacht van korstmossen behorend tot de familie Caliciaceae. De typesoort is Stigmatochroma epimartum.

## Soorten
Volgens Index Fungorum telt het geslacht negen soorten (peildatum december 2022):
| Soortnaam                       | Auteur(s)                   | Publicatiejaar |
| ------------------------------- | --------------------------- | -------------- |
| Stigmatochroma adauctum         | (Malme) Marbach             | 2000           |
| Stigmatochroma epiflavium       | Marbach                     | 2000           |
| Stigmatochroma epimartum        | (Nyl.) Marbach              | 2000           |
| Stigmatochroma glaucothecum     | (Fée) Kalb                  | 2021           |
| Stigmatochroma kryptoviolascens | Marbach                     | 2000           |
| Stigmatochroma maccarthyi       | Elix                        | 2016           |
| Stigmatochroma metaleptodes     | (Nyl.) Marbach              | 2000           |
| Stigmatochroma microsporum      | Mohabe, Nayaka & A.M. Reddy | 2015           |
| Stigmatochroma sorediatum       | Marbach & V. Wirth          | 2000           |